# Drehbalkenboden

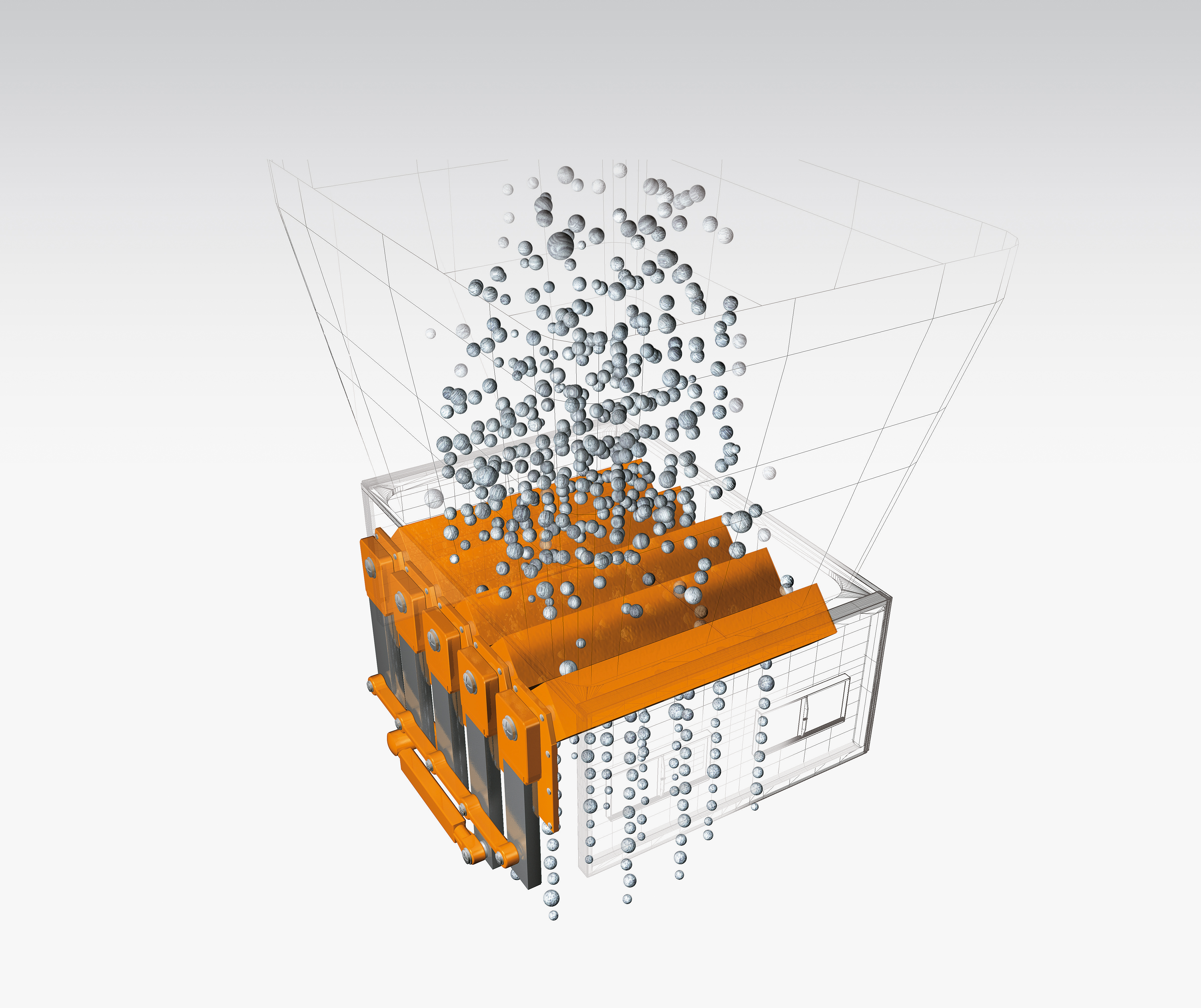
Drehbalkenaustragssystem, schematisch dargestellt

Drehbalkenböden, auch Kippbalkenboden oder Oszillomat genannt, werden vorwiegend unter Silos oder Containern montiert, um gute sowie schlecht fließende Schüttgüter aus Gebinden auszutragen. Schlecht fließendes Schüttgut wird auch als komplexes Schüttgut bezeichnet. Darunter versteht man beispielsweise kohäsive, hygroskopische oder pastöse Schüttguteigenschaften.
Durch eine dauernde Aktivierung der Drehbalken in Kombination mit einer maßgeschneiderten Silogeometrie (Rundsilo oder Achtecksilo) und der Schüttgutanalyse gewährleistet das Austragungssystem Massenfluss und verhindert die Problematik der Entmischung sowie eine verlässliche Austragung von sehr schlecht fließenden Schüttgütern.